# Hemmo Airamo

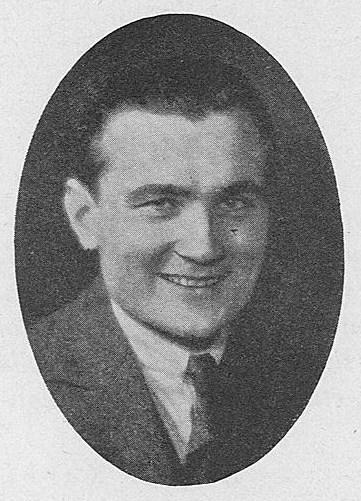
Hemmo Airamo, bild från början av 1930-talet.

Juho Hemming "Hemmo" Airamo, född 22 juli 1893 i Lundo, död 24 september 1963, var en finländsk skådespelare, teaterregissör och teaterchef.
Karriären som skådespelare inleddes 1916 vid Åbos arbetarteater, varifrån han 1919 övergick till Åbo stadsteater, vid vilken han verkade fram till sin död. Han filmdebuterade 1925 i Pohjalaisia och tilldelades Pro Finlandia-medaljen 1951.

## Filmografi[2]
- Pohjalaisia, 1925
- Sano se suomeksi, 1931
- Önskehustrun, 1938
- Miehen vankina, 1943
- Minä jätän sinut, 1944
- Pajasta palatsiin, 1946
- Ruusu ja kulkuri, 1948
- Katariina kaunis leski, 1961 (TV-film)
- Hilma ja Akseli, 1961 (TV-serie)